# Gallos de Aguascalientes
I Gallos de Aguascalientes sono stati una società calcistica messicana con sede ad Aguascalientes.

## Storia
Quando nacque la Primera Division A nel 1994, il proprietario di una catena di tacos a Los Angeles istituì una squadra di calcio nella città di Aguascalientes, acquisendo la licenza per iscrivere la società nella divisione appena creata.
Il nuovo club, denominato Gallos de Aguascalientes riuscì a salvarsi concludendo il campionato 1994-1995 al penultimo posto, ma decise di vendere la franchigia al Monterrey che ne spostò il quartier generale a Saltillo, fondando i Coyotes de Saltillo.
Ripartito dalla terza divisione messicana, nella stagione 1995-1996 perse la finale dei playoff contro il Bachilleres mentre l'anno seguente, dopo aver perso la Liguilla di apertura contro lo Zitácuaro, vinse il torneo di Clausura contro i Delfines de Xalapa, conquistando la promozione in Primera A dopo aver sconfitto lo stesso Zitácuaro nello spareggio promozione.
Al ritorno in Primera A si rese protagonista nel torneo invernale 1998 concludendo il tabellone generale al primo posto, uscendo però dalla Liguilla ai quarti di finale per mano del Chivas Tijuana. Nei tre tornei seguenti non riuscì a mantenersi su quel livello, classificandosi due volte penultimo ed una volta undicesimo, ma nell'Invierno 2000 riuscì a vincere il suo primo campionato cadetto dopo aver concluso il tabellone generale al sesto posto ed aver superato nei playoff Real Sociedad (Z) ai quarti, Potros Marte Pegaso in semifinale e Reboceros all'atto conclusivo. Nello spareggio per l'accesso in Primera División non riuscì tuttavia ad avere la meglio proprio contro i Reboceros, capaci di ribaltare l'1-0 dell'andata con un netto 4-1 nel match ritorno.
Nei seguenti tornei il club arrivò sempre in zona playoff senza però riuscire a raggiungere l'atto finale, ma al termine del Verano 2002 si ritrovò senza stadio dopo la demolizione della vecchia struttura e la bocciatura da parte della federazione messicana dell'Estadio Olímpico de Aguascalientes. A seguito di questi eventi cessò di esistere e cedette la sua franchigia al Guadalajara che ne spostò la sede rifondando il Tapatío.
Nel 2012 partì un progetto per far tornare in vita il club fallito dieci anni prima e nella stagione 2012-2013 tornò a competere in Tercera División con il nome Gallos Hidrocálidos de Aguascalientes. Il nuovo nome del club era dovuto al soprannome dato agli abitanti della città peer via della presenza di sorgenti termali. Al termine del campionato 2016-2017 si sciolse definitivamente.

## Cronistoria del nome
- Gallos de Aguascalientes: (1994-2002) Nome originario della squadra
- Gallos Hidrocálidos de Aguascalientes: (2012-2016) Nome assunto in occasione della rifondazione del 2012

## Palmarès

### Competizioni nazionali
- Campionato messicano di seconda divisione: 1

Invierno 2000
- Campionato messicano di terza divisione: 1

Verano 1998

### Altri risultati
- Playoff terza divisione

Finalista: 1996-1997
- Playoff seconda divisione

Finalista: 2000-2001